# Urs Graf der Ältere

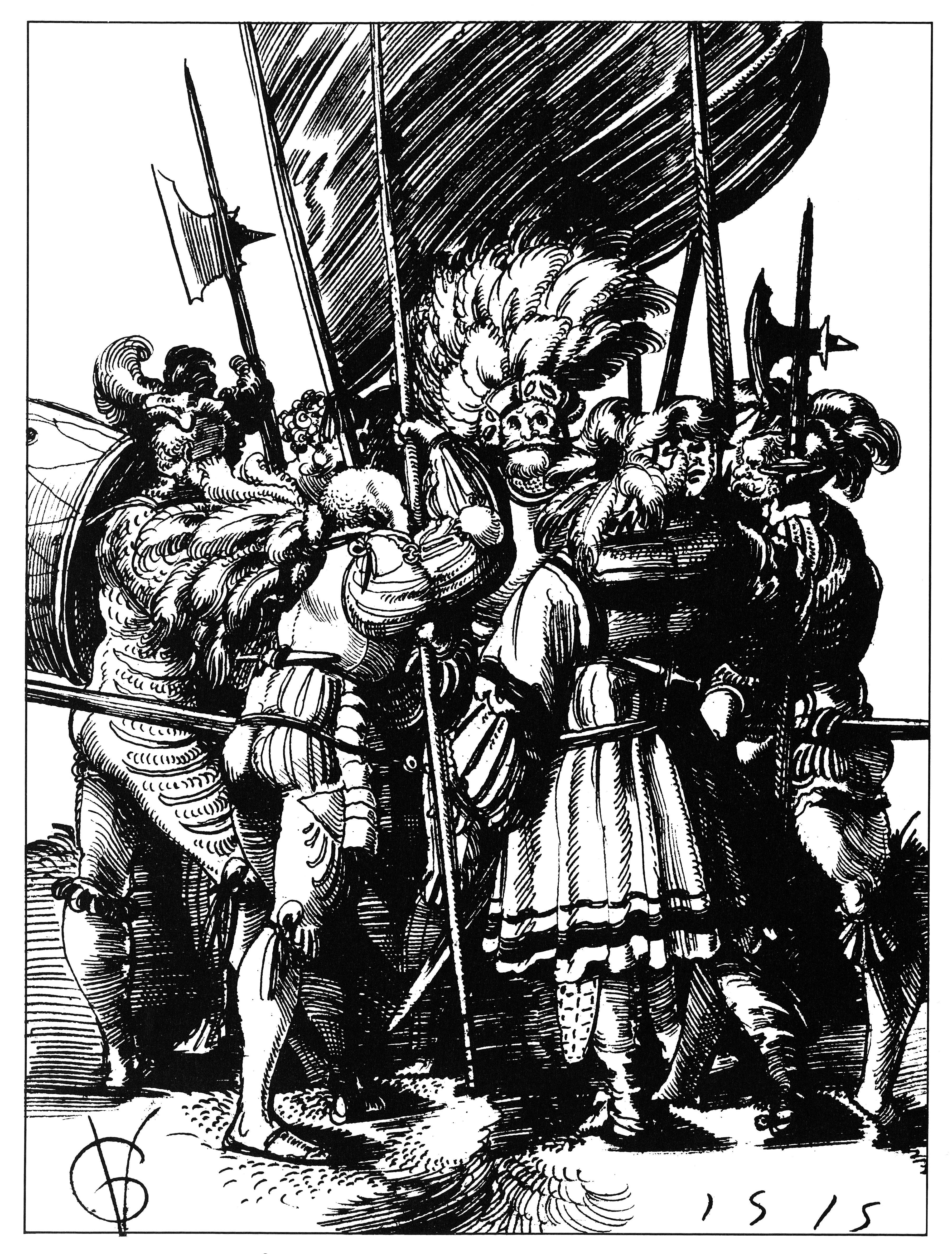
Urs Graf: Kriegsrat auf dem Pavierzug

Urs Graf der Ältere (* um 1485 in Solothurn; † vor dem 13. Oktober 1528) war Glasmaler, Kupferstecher, Zeichner für den Holzschnitt und Goldschmied.

## Leben
Neben seiner Tätigkeit als Handwerker in Basel und Solothurn führte Graf als Reisläufer ein abenteuerliches, wildes Leben. Das künstlerische Schaffen Grafs besitzt im Rahmen der Renaissance-Kunst in der Schweiz hohe Qualität. Von seinen Glasgemälden hat sich fast nichts erhalten. Bei den erhaltenen Handzeichnungen, Kupferstichen und Zeichnungen für den Holzschnitt handelt es sich meist um Sittenbilder, Darstellungen aus dem Lagerleben der Söldner und Genrefiguren in derber, sinnlicher Auffassung. Bemerkenswert sind seine dynamische Strichführung und eine gewisse ironische Distanz in seinen Grafiken, die in der Lebendigkeit und Frische der Darstellung an Hans Holbein den Jüngeren erinnern. Bis zum Jahr 2011 konnten etwa 160 Blätter seinem zeichnerischen Werk zugeordnet werden.
Urs Graf der Ältere war Vater von Urs Graf dem Jüngeren.

## Auktionen
- 1825 in Nürnberg: Kaiser Friedrich III. mit einem Szepter in der Hand, sitzet auf dem Thron und vernimmt die Rede eines vor ihm stehend Ritters: in einer offenen Thür stehen mehrere Figuren. (Die Rückseite zeigt daß dieses Gemälde aus einem Manuscript genommen ist.), 1490[2]